# Dorfkirche Crispendorf

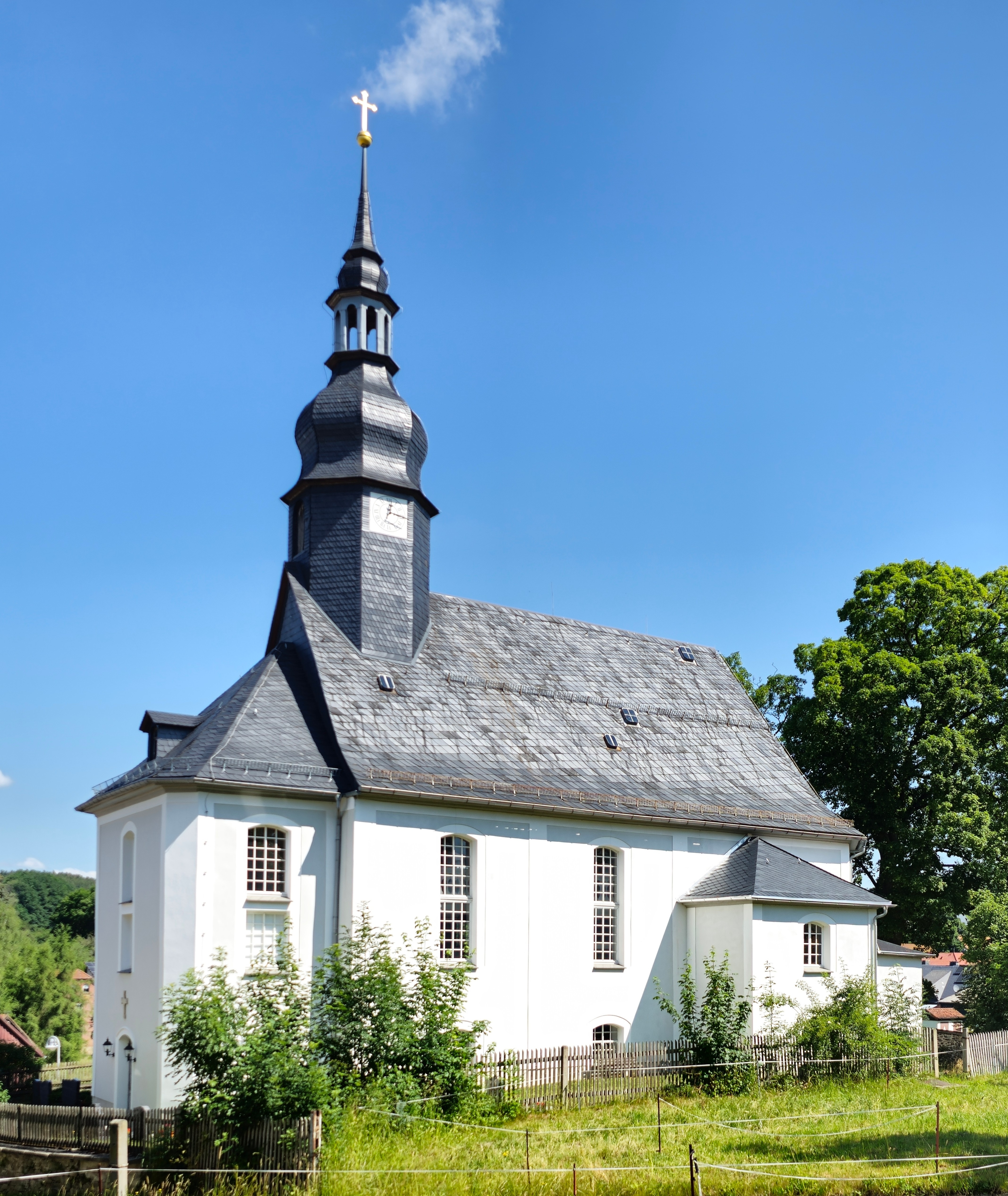
Dorfkirche Crispendorf

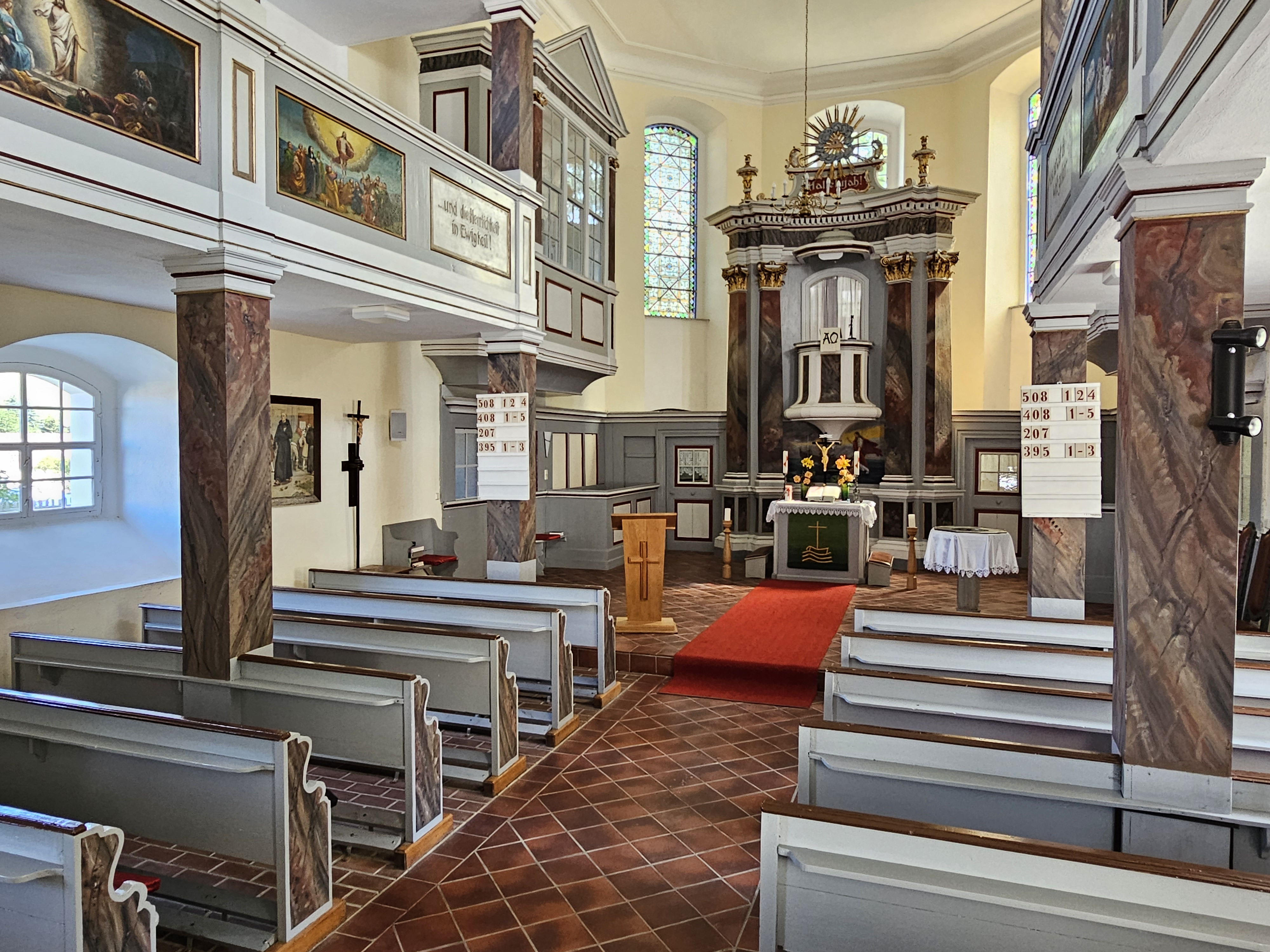
Innenraum (2023)

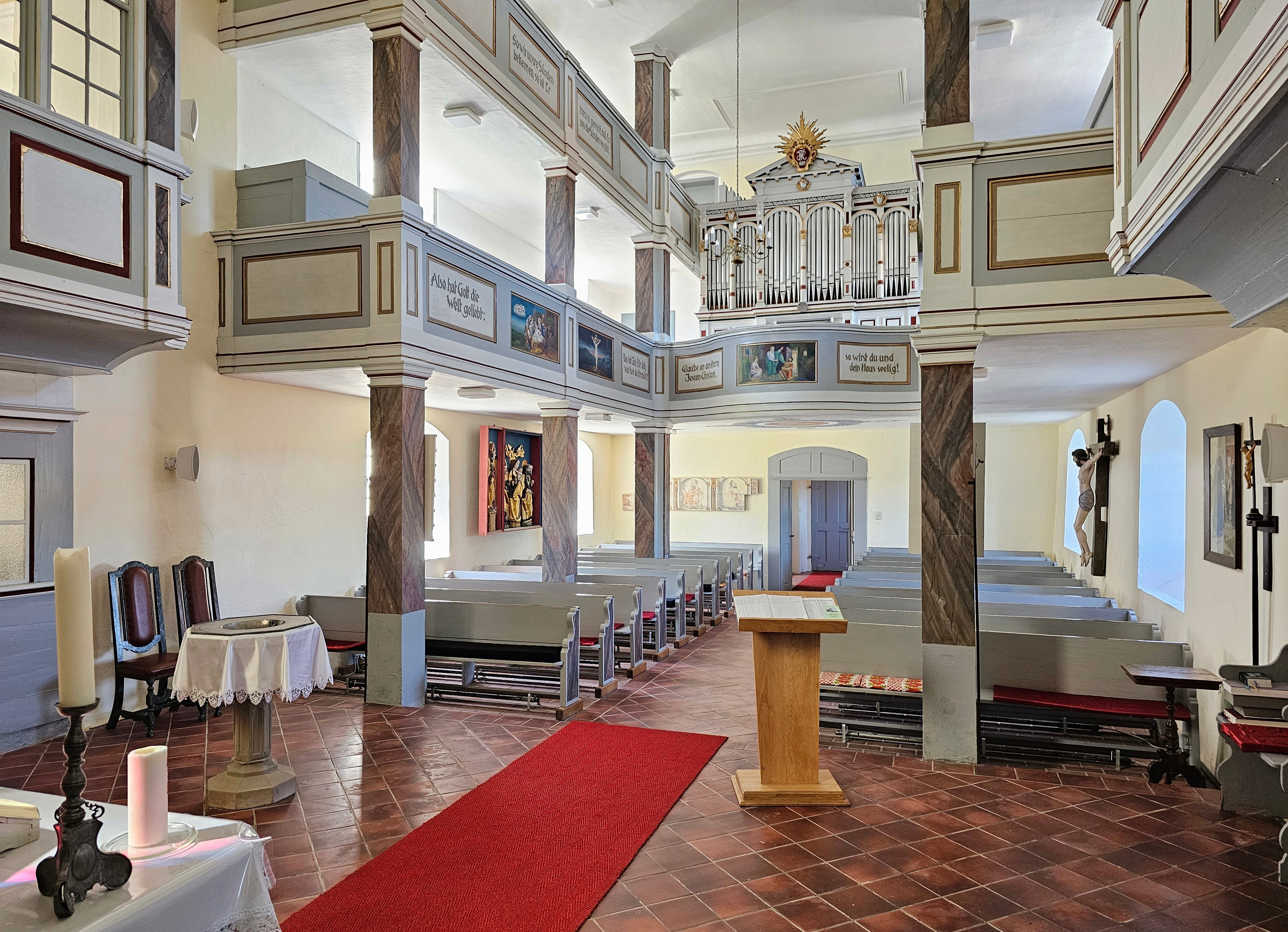
Innenraum, Blick zur Orgel

Die Dorfkirche Crispendorf steht in Crispendorf im Saale-Orla-Kreis in Thüringen.

## Geschichte
Das Gotteshaus steht auf einer Anhöhe am Rande des Dorfes Crispendorf.
Der freistehende frühklassizistische  Kanzelaltar ist von zwei hufeisenförmigen Emporen umrahmt. Am Ende der Emporen befinden sich zwei Patronatslogen mit aus der Wand hervortretenden Fenstern. 1920 schuf ein Ziegenrücker Maler die Bilder an den Emporbrüstungen und am Altar. Unter der Kanzel steht der Altartisch. Auf einem Bild wird der versinkende Petrus von Jesus gehalten. Aus der Vorgängerkirche stammt ein gotischer Schrein mit Anna selbdritt und Johannes dem Täufer auf den Flügeln und in der Mitte Maria mit Kind. Zwei Engel halten über sie die Krone. Rechts und links stehen die Figuren dreier Bischöfe.
Die Taufschale wurde 1714 angeschafft. Den Taufstein stiftete die Bevölkerung 1893 zum Andenken an einen Lehrer.
Die Orgel stammt aus der Werkstatt von Urban Kreutzbach aus Borna und wurde 1889 von dessen Sohn Richard erbaut. Sie verfügt über 10 Register auf zwei Manualen und Pedal. Eine Überholung erfolgte 2016–2017.